# Кристобал де Олид
Кристобал де Олид (на испански: Cristóbal de Olid) е испански конкистадор, офицер от отряда на Ернан Кортес, изследовател и един от завоевателите на Централна Америка.

## Ранни години (1487 – 1521)
Роден е през 1487 година в Сарагоса, Испания. През 1515 пристига в Куба, за да служи на испанската корона под командването на губернатора Диего Веласкес де Куеляр. През 1518 е изпратен от Диего Веласкес до крайбрежието на Юкатан за търсене на експедицията на Хуан Диас де Грихалва, но се разразява буря и е принуден да се върне.
През 1519 – 1520 г. е един от най-верните сподвижници на Ернан Кортес по време на завладяването на Мексико.

## Изследователска дейност и смърт (1522 – 1524)
През 1522 г. по заповед на Кортес прониква в областите Мичоакан и Колима (на запад от град Мексико Сити), открива горното течение на река Лерма и част от тихоокеанското крайбрежие на Мексико между 102º и 106º з.д.
През 1523 г. Кортес решава да търси проток между Атлантическия и Тихия океан южно от Мексико. Начело на експедицията Кортес отново поставя любимеца си Кристобал де Олид, дава му пет кораба и го изпраща към бреговете на Хондурас. Същата година между Хондураския залив и езерото Исабал, в днешна Гватемала, Хил Гонзалес Авила основава селище и започва еднолично да управлява страната, която до този момент е ничия. Узнавайки за това Олид, който е изпратен да търси морски проток решава да се възползва от тези обстоятелства и да ликвидира гарнизона на Авила. Планът му обаче не се осъществява. В разразилото се сражение на 3 май 1523 г. гарнизонът отчаяно се защитава и хората на Олид загубват осем души. Те не успяват на превземат града, затова пленяват самия Хил Гонзалес Авила и продължават към бреговете на Хондурас.
Изминава повече от година и към Кортес започват да достигат доноси, че Олид се е отметнал от него и подстрекаван от Диего Веласкес де Куеляр е овладял Хондурас за свои лични цели. Кортес отправя втора флотилия към Хондурас начело с Франсиско Лас Касас със заповедта на всяка цена да се залови Олид. Минават още няколко месеца и от тази експедиция няма никакви вести, а истината е че голяма част от корабите потъват по време на тропическа буря, част от екипажа загива, а уцелелите се предават на Олид, в т.ч. и самия Лас Касас. В затвора Лас Касас се среща с пленения по-рано Хил Гонзалес Авила и двамата съставят заговор за убийството на Олид. След като двамата затворници се разкайват горещо пред Олид той ги взема със себе си в поредния поход срещу хондураските индианци. По време на гуляй заговорниците и техните подкупени хора се нахвърлят върху Олид, раняват го тежко и на другия ден от името на краля го обезглавяват.